# I Believe in You (pesem, Kylie Minogue)
»I Believe in You« je pop-dance pesem avstralske pevke Kylie Minogue. Napisali so jo Kylie Minogue ter člana glasbene skupine Scissor Sisters, Jake Shears in Babydaddy. Jake Shears in Babydaddy sta pesem tudi producirala, s strani kritikov pa je pesem prejela v glavnem pozitivne ocene. Izdali so jo decembra 2004 kot drugi singl s kompilacije z največjimi uspešnicami Kylie Minogue, Ultimate Kylie, v besedilu eurodance pesmi pa Kylie Minogue opisuje, kako verjame v svojega ljubimca bolj kot v karkoli drugega.
Singl je zasedel drugo mesto na britanski in šesto na avstralski glasbeni lestvici. Pesem je v Združenih državah Amerike postal klubska uspešnica; leta 2005 zasedel je tretje mesto na Billboardovi glasbeni lestvici Hot Dance Club Play, leta 2006 pa je bila nominirana za grammyja v kategoriji za »najboljše plesno delo«.

## Sestava in snemanje
Pesem »I Believe in You« je disko ljubezenska pesem hitrega tempa z velikim poudarkom na sintetizatorju. V besedilu pesmi, pri pisanju katerega je sodelovala tudi sama, Kylie Minogue opisuje, da ne verjame nikomur, razen svojemu ljubimcu. Pesem, ki so jo na začetku napisali za kompilacijo Ultimate Kylie, so posneli poleti leta 2004 v Londonu, Anglija. Pesem spominja na disko pesmi iz osemdesetih iz obdobja novega vala elektro-popa; mnogokrat so glasbeni kritiki izpostavili njeno podobnost s pesmimi glasbene skupine New Order iz osemdesetih.
Pesem se prične z igranjem zborovske melodije na sintetizator. Melodijo igrajo vse do konca pesmi, z izjemo nekaterih verzov. V nadaljevanju pesmi v ozadju dodajo bobne in kitare, kar se zopet nadaljuje vse do konca pesmi. V refrenu Kylie Minogue poje zelo visoke tone ob spremljavi z bobnom nakazanega ritma v ozadju. »Obožujem jo,« je Kylie Minogue povedala o pesmi. »Doseže vse, kar sem se namenila z njo doseči, in še več.«
Veliko ljudi je menilo, vključno s Kylie Minogue, da je sodelovanje Babydaddyja in Jakea Shearsa skoraj nemogoče. »Ko sem slišala za idejo o njunem sodelovanju, sem pomislila: 'No, njun album mi je bil zelo všeč, a sama ne delam takšne glasbe.' Vseeno pa smo se tega takoj lotili in izpadlo je dobro,« je dejala.

## Sprejem kritikov
Pesem »I Believe in You« je s strani večine glasbenih kritikov prejela pozitivne ocene. Mark Edwards iz revije Stylus Magazine je pesem označil za »mojstrovino« in »fantastično vrtitev v formo« od njenega prejšnjega albuma, Body Language, ki ga kritiki niso tako hvalili. Joey Rivaldo s spletne strani About.com je menil, da je pesem »popolna za radio«. Napisal je še, da »čeprav je minilo že nekaj časa, odkar sem od nje slišal takšen zvok, a mnogi bi se strinjali, da je bilo vredno čakati.« V svoji oceni je pesmi dodelil tri zvezdice od petih. Še en novinar spletne strani About.com, Jason Shawahn, je pesmi dodelil pozitivno oceno; označil jo je za »eno od najboljših euro disco del, kar so jih ustvarili od časa, ko so bila slednja še popularna.« Novinar spletne strani Virgin.net je pesem označil za »dokaj pristno in stilsko dovršeno sodelovanje« Kylie Minogue z Jakeom Shearsom in Babbydaddyjem, dodal pa še, da »kljub pomanjkanju res vabljivih delov (ali zanimivega besedila) pesem kar zanimivo delo« zaradi »delov z bas kitarami in bobni.«
Pesem je bila leta 2005 nominirana za avstralsko nagrado ARIA Award, in sicer v kategoriji za »najboljšo pop pesem«; istega leta je bila Kylie Minogue že osmič zapored nominirana za nagrado v kategoriji za »najboljšo žensko glasbenico«. Pesem je bila leta 2006 nominirana za grammyja v kategoriji za »najboljše plesno delo«, s čimer je bila Kylie Minogue že četrtič zapored nominirana za grammyja v tej kategoriji.

## Dosežki na lestvicah
Pesem »I Believe in You« se je 14. oktobra 2004 pričela predvajati na radijih, 16. decembra tistega leta pa so jo še izdali v Združenem kraljestvu in že v prvem tednu zasedel drugo mesto na britanski glasbeni lestvici; v prvem tednu od njegovega izida se je bolje prodajal le dobrodelni singl »Do They Know It's Christmas?« glasbene skupine Band Aid 20. Še štiri tedne je pesem ostala med prvimi desetimi pesmimi na lestvici, šest tednov pa je bil največkrat predvajani singl na britanskih radijih; vsega skupaj pa je na lestvici ostal sedemnajst tednov. Na avstralski glasbeni lestvici je pesem zasedla šesto mesto in nazadnje za uspešno prodajo tamkaj prejela zlato certifikacijo. V večini evropskih držav je pesem požela precej uspeha; na lestvicah v večini držav je zasedla eno od prvih desetih mest. Na francoski lestvici pa pesem ni bila tako uspešna, saj singl komercialno ni bil na voljo do naslednjega leta in so ga v tistem času lahko kupili le v tujini.
Tudi v Združenih državah Amerike pesem ni bila tako uspešna; na lestvico Billboard Hot 100 se sploh ni uvrstila. Kljub temu je zasedla tretje mesto na Billboardovi lestvici Hot Dance Airplay. S singlom je Kylie Minogue zopet postala popularnejša na ameriškem plesnem trgu (njena zadnja pesem, »Chocolate«, na ameriških lestvicah ni požela veliko uspeha). Vseeno pa pesem drugod kot na plesnem trgu v ZDA ni požela veliko uspeha. Na novozelandski lestvici je pesem debitirala na osemintridesetem mestu in se čez dva tedna povzpela na devetindvajseto. Po petih tednih se pesem na lestvico ni več uvrstila.
Singl je po svetu prodal več kot 2.400.000 izvodov in tako postal štirideseti najbolje prodajan singl leta 2005.

## Videospot
Videospot za pesem »I Believe in You« je futurističen videospot, ki ga je režiral Vernie Yeung. Videospot vključuje Kylie Minogue v studiu, polnem barvitih neonskih luči. Razdeljen je bil na štiri dele: prva dva vključujeta Kylie Minogue v sferi z mnogimi neonskimi lučmi, v tretjem Kylie Minogue preprosto pleše pred psihadeličnim ozadjem, polnim barv, v zadnjem delu pa pleše s skupino plesalcev, oblečenih v raznobarvne kostume. Med videospotom Kylie Minogue zamenja tri kostume, vedno pa je podobno naličena in ima le dve različni frizuri.
Videospot so kritiki hvalili zaradi njegove uporabe visoke tehnologije, ki jih je izpopolnilo Sohovo podjetje The Mill, ki je bilo zadolženo tudi za osvetljavo. Z vsako kitico se spremeni tudi barvna sfera v ozadju in spremeni se tudi luč. V četrtem delu videospota so spremljevalne plesalce še dodatno osvetlili, da bi Kylie Minogue bolj izstopala.
Videospot so na glasbenih kanalih izdali novembra 2005. Videospot je takoj ob izidu postal uspešnica; bil je drugi največkrat predvajani videospot na britanskih in najbolje predvajani na evropskih glasbenih kanalih. Celotna verzija videospota za pesem »I Believe in You« je komercialno izšla tudi na CD-ju s singlom in na digitalni izdaji singla, ki vključujeta tudi remixa pesmi Myla in Skylarka. Videospot je decembra 2004 izšel tudi na DVD-ju kompilacije Ultimate Kylie.

## Remixi
Izdali so tri uradne remixe pesmi »I Believe in You«, s katerimi so promovirali pesem. Mylo je posnel dva remixa, vokalni remix in navadni remix, ki vključuje originalne vokale, a drugačno uporabo bas kitar, sintetizatorja in nekaterih električnih kitar. Oba remixa sta s strani glasbenih kritikov ob izidu prejela v glavnem pozitivne ocene. Novinar spletne strani About.com je pesem opisal kot »elektro potovanje« in jo označil za »popoln remix za vse DJ-je tam zunaj.« Skylarkov je vključeval drugačen ritem in je po mnenju novinarja s spletne strani About.com »bolj primeren za klube« kot »temačnejši« Mylov remix.
Vsi trije remixi so vključeni na CD s singlom in digitalni različici singla; obe so izdali decembra 2004. Oba remixa sta bila dokaj uspešna na brazilski glasbeni lestvici, kjer sta oba zasedla prvo mesto, pa tudi na ameriški lestvici. Leta 2007 so dokaj drugačno verzijo pesmi vključili v ITV-jevo oddajo The Kylie Show, in sicer v epizodo, ki so jo izdali 10. novembra v sklopu promocije njenega albuma X. Nova verzija pesmi je bila bolj elektronska kot plesna, Kylie Minogue pa jo je med drugim izvedla tudi na svoji turneji KylieX2008.

## B-stran
Pesem »B.P.M.« so izdali kot B-stran komercialne različice pesmi »I Believe in You«. Pesem sta producirala Richard Stannard in Julian Gallagher (poznana tudi pod imenom BiffCo), v sodelovanju z njima pa jo je napisala tudi Kylie Minogue. Najprej je bila pesem naslovljena »Sunset River«, napisala pa sta jo le Richard Stannard in Julian Gallagher. Ko sta pričela sodelovati s Kylie Minogue, so dodali več besedila in spremenili glasbo. Najprej so pesem nameravali izdati preko albuma Body Language leta 2003, vendar so jo izdali šele leto dni kasneje preko kompilacije Ultimate Kylie. Pesem »B.P.M.« je bila ena od mnogih pesmi, za katere so razmišljali, da bi jih vključili na album kot novo pesem, vendar so jo nazadnje izdali kot B-stran pesmi »I Believe in You«.

## Nastopi v živo
Kylie Minogue je s pesmijo »I Believe in You« nastopila na svojih turnejah Showgirl: The Greatest Hits Tour in Showgirl: The Homecoming Tour. Leta 2007 je pesem kot balado izvedla tudi v svoji oddaji The Kylie Show, kasneje pa še med turnejama KylieX2008 in North American Tour 2009. Leta 2011 je med svojo turnejo Aphrodite World Tour zopet izvedla originalno pesem.

## Seznam verzij
Britanski CD s singlom 1
1. »I Believe in You« – 3:21
2. »B.P.M.« – 4:07

Britanski CD s singlom 2
1. »I Believe in You« – 3:21
2. »I Believe in You« (Mylov vokalni remix) – 6:02
3. »I Believe in You« (Skylarkov remix) – 7:57
4. »I Believe in You« (videospot)

Evropski CD s singlom 1

(876 3332; izdano 6. decembra 2004)
1. "I Believe in You« – 3:21
2. »B.P.M.« – 4:07

Evropski CD s singlom 2

(816 9310; izdano 6. decembra 2004)
1. »I Believe in You« – 3:21
2. »I Believe in You« (Mylov vokalni remix) – 6:02
3. »I Believe in You« (Skylarkov remix) – 7:57
4. »I Believe in You« (videospot)

|
Evropska gramofonska plošča s singlom

(816 9316; izdano 6. decembra 2004)
1. »I Believe in You« – 3:21
2. »I Believe in You« (Mylov remix) – 6:02
3. »I Believe in You« (Skylarkov remix) – 7:57

Avstralski CD s singlom

(022012; izdano 6. decembra 2004)
1. »I Believe in You« – 3:21
2. »B.P.M.« – 4:07
3. »I Believe in You« (Mylov vokalni remix) – 6:02
4. »I Believe in You« (Skylarkov remix) – 7:57
5. »I Believe in You« (videospot)

|}
Tudi Wayne G je s skupino Club Junkies posnel svoj remix pesmi. Poleg tega so posneli tudi klubski remix (7:43) in radijsko verzijo pesmi (3:59).

## Ostali ustvarjalci
- Kylie Minogue – vokali
- Jake Shears, Babydaddy – produkcija
- Mark Aubrey – inženir
- Jeremy Wheatly – mešanje
- Ashley Phase – urejanje

## Dosežki
| Lestvica (2004)                                          | Dosežek |
| -------------------------------------------------------- | ------- |
| Avstralija (ARIA)\|6                                     |         |
| Avstrija (Ö3 Austria Top 40)                             | 4       |
| Belgija (Flandrija; Ultratop 50)                         | 13      |
| Belgija (Valonija; Ultratop 40)                          | 20      |
| Danska (Tracklisten)                                     | 2       |
| Evropa (European Hot 100 Singles)                        | 3       |
| Finska (Suomen virallinen lista)                         | 20      |
| Francija (SNEP)                                          | 35      |
| Nemčija (Media Control Charts)                           | 12      |
| Madžarska (Mahasz)                                       | 5       |
| Irska (IRMA)                                             | 9       |
| Italija (FIMI)                                           | 11      |
| Nizozemska (Mega Single Top 100)                         | 14      |
| Nova Zelandija (RIANZ)                                   | 29      |
| Norveška (VG-lista)                                      | 13      |
| Španija (PROMUSICAE)                                     | 5       |
| Švedska (Sverigetopplistan)                              | 16      |
| Švica (Schweizer Hitparade)                              | 6       |
| Združeno kraljestvo (UK Singles Chart)                   | 2       |
| Združene države Amerike (Billboard Hot Dance Club Songs) | 3       |

| Leto | Lestvica                               | Dosežek |
| ---- | -------------------------------------- | ------- |
| 2004 | Združeno kraljestvo (UK Singles Chart) | 63      |
| 2005 | Avstrija ( Ö3 Austria Top 75)          | 59      |
| 2005 | Nemčija (Media Control Charts)         | 86      |
| 2005 | Madžarska (Rádiós Top 40)              | 85      |
| 2005 | Italija (FIMI)                         | 68      |
| 2005 | Švica (Schweizer Hitparade)            | 61      |